# Rosignano Solvay
Rosignano Solvay est une ville et frazione située sur la commune de Rosignano Marittimo, province de Livourne, en Toscane, Italie. Avec une population de 15 850 habitants, c'est le centre habité le plus peuplé de la municipalité.

## Géographie
La ville est une station balnéaire située sur la côte tyrrhénienne, positionné le long de la route nationale 1 Via Aurelia et du chemin de fer Pise-Rome, è environ 26 km de la ville de Livourne.

### Plages Blanches
Les couleurs inhabituelles du sable et de l'eau sont dues aux rejets dans la mer de matières et de produits chimiques de l'usine Solvay présente dans la ville.
Autour de la plage et en mer, les organismes marins sont là pollués à très pollué par du mercure et du monométhylmercure issus de l'Usine Solvay,,,. Les bilans de suivi scientifique montrent notamment une contamination (avec bioaccumulation) des poissons, mollusques, crustacés et échinoderme de la région, les poissons étant là au début du XXIe siècle encore souvent contaminés au dessus voir bien au dessus des doses admissibles en Europe pour l'alimentation humaine ou l'alimentation animale, non sans risque pour les populations riveraines et les consommateurs de poisson pêchés dans la région.

## Monuments
- Église Santa Teresa
- Église Santa Croce
- Théâtre Solvay